# Parafia św. Marcina w Jesionowie
Parafia św. Marcina w Jesionowie – parafia rzymskokatolicka, znajdująca się w archidiecezji warmińskiej, w dekanacie Dobre Miasto. W parafii posługują księża archidiecezjalni. Według stanu na luty 2019 proboszczem parafii był ks. kanonik mgr Waldemar Cybulski, zgodnie ze stanem na październik 2023 był nim ks. mgr Mariusz Dąbrowski.  